# هیکاری تاکاگی

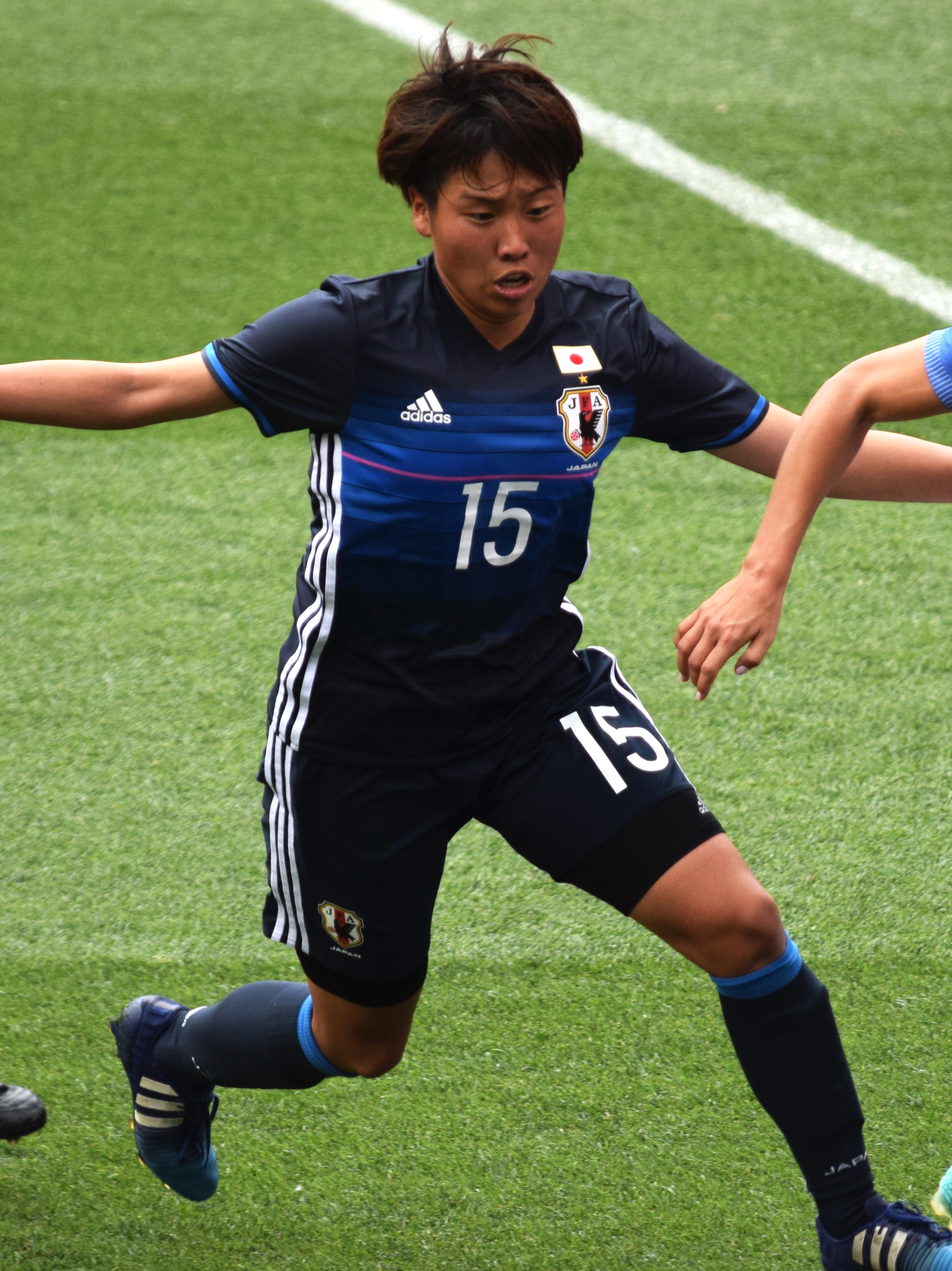
هیکاری تاکاگی در سال ۲۰۱۶

هیکاری تاکاگی (انگلیسی: Hikari Takagi؛ زادهٔ ۲۱ مهٔ ۱۹۹۳) بازیکن فوتبال است که در تیم ملی فوتبال زنان ژاپن بازی کرده‌است.